# Kino Muza w Łodzi
Kino Muza w Łodzi – kino działające w Rudzie Pabianickiej od lat 30. do 90. XX wieku.
Kino zbudowali w 1936 bracia Sauter. Powstało przy głównej ulicy Rudy Pabianickiej – ul. Staszica (od 1946 – po przyłączeniu Rudy Pabianickiej do Łodzi – ul. Pabianicka). Obiekt położony był na działce przyulicznej w pierzei ulicy Staszica (Pabianickiej), w centralnej części miasta Ruda Pabianicka. Siedziba kina spełniała ówczesne nowoczesne standardy techniki budowlanej.
Budynek dwukondygnacyjny, wzniesiony na planie prostokąta z wejściem głównym od Staszica, a wyjściem ewakuacyjnym od południa. Płaski dach od przodu zasłonięty przez frontową attykę. Fasada w górnej części zdobiona prostymi pionowymi pilastrami. Wejście główne w postaci oszklonych, wahadłowych drzwi. Nad wejściem zadaszenie z płyty żelbetowej. Budynek miał centralne ogrzewanie i urządzenia wentylacyjne. Kino miało salę na 500 miejsc i duże foyer. W sali były balkony i scena. Dyrektorem kina został Zygmunt Sauter.
W 1957 sala kina miała widownię z 407 miejscami. Od roku 1960 podlegało Miejskiemu Zarządowi Kin w Łodzi. Po likwidacji kina w latach 90. budynek pełnił kilka innych funkcji – mieściła się tam dyskoteka, sklep, a od września 1993 do 1996 tymczasowa kaplica parafii Najświętszego Imienia Maryi. Gmach wyburzono w połowie lat 90. w związku z przebudową ulicy Pabianickiej.
Poza „Muzą” w Rudzie Pabianickiej istniały jeszcze dwa kina:
- „Casino” – przy ulicy Legionów 1 (od 1946 ul. Zjednoczenia); powstało w latach 30.[6], od 1933 działało pod nazwą „Star”[7]. Właścicielem był Zygmunt Sauter[6]. Od 1953 obiekt należał do Rudzkiego Klubu Sportowego[8], obecnie do Centrum Zajęć Pozaszkolnych[9].
- „Lonka” – przy ulicy Piłsudskiego (od 1946 ul. Rudzka)[7].